# Georg Stauber
Georg Stauber (* 24. Mai 1875 in Nürnberg; † 1952) war ein deutscher Maschinenbauingenieur.

## Leben
Georg Stauber entstammte sowohl väterlicher- als auch mütterlicherseits einem alten Nürnberger Bürgergeschlecht. Sein Vater war der Fabrikbesitzer Michael Stauber. Seine Mutter Margarethe war eine geborene Defet. Nach dem Besuch der Real- und der Industrieschule in Nürnberg studierte er an der Technischen Hochschule München Maschinenbau. 1893 wurde er Mitglied des Corps Rheno-Palatia München. Als Einjährig-Freiwilliger diente er im Infanterie-Regiment Nr. 14 in Nürnberg und wurde später Reserveoffizier. Nach Abschluss des Studiums 1898 arbeitete er zunächst als Ingenieur bei der Dieselmotoren AG in Augsburg und der Berlin-Anhalter Maschinen AG in Dessau. 1902 wechselte er als Konstruktionsingenieur an die Technische Hochschule Charlottenburg zu Alois Riedler. 1904 wurde er dort zum Dr.-Ing. promoviert. Im selben Jahr berief ihn die RWTH Aachen auf den Lehrstuhl für Hüttenmaschinenwesen. 1908 erhielt er einen Ruf als ordentlicher Professor für dasselbe Fachgebiet an die TH Charlottenburg. Im Ersten Weltkrieg diente er als Hauptmann der Reserve, zuletzt als Industriereferent der Kriegsamtsstelle des I. Bayerischen Armeekorps in München, ausgezeichnet mit dem Eisernen Kreuz II. Klasse. In Berlin lehrte und forschte er bis 1937, als er aus dem Hochschuldienst entlassen wurde.
Stauber war der Erfinder der nach ihm benannten Stauber-Gasturbine, die er ab 1918 zusammen mit der Maschinenfabrik Voith in Heidenheim entwickelte. Er war Mitherausgeber des Handbuchs für das Walzwerkwesen. Von der Technischen Universität Berlin wird er in der Liste Die aus rassischen und politischen Gründen von der Technischen Hochschule Berlin vertriebenen Wissenschaftler geführt.

## Schriften
- Materialdurchgang im Hüttenbetrieb, 1907
- Groß-Gasmaschinen, 1910 (in der Hütte)
- Nasse Gasturbinen, 1925
- Gasturbine mit pendelnder Hilfsflüssigkeit, Patentschrift DE533541C, Anmeldung vom 15. Juli 1930
- Gasmaschinen mit Wasserkolben, Vortrag, 1934
- Gasmaschinen und Kompressoren mit Wasserkolben: Entwicklungsgedanken und Erfahrungen, 1937